# Галаксии (праздник)

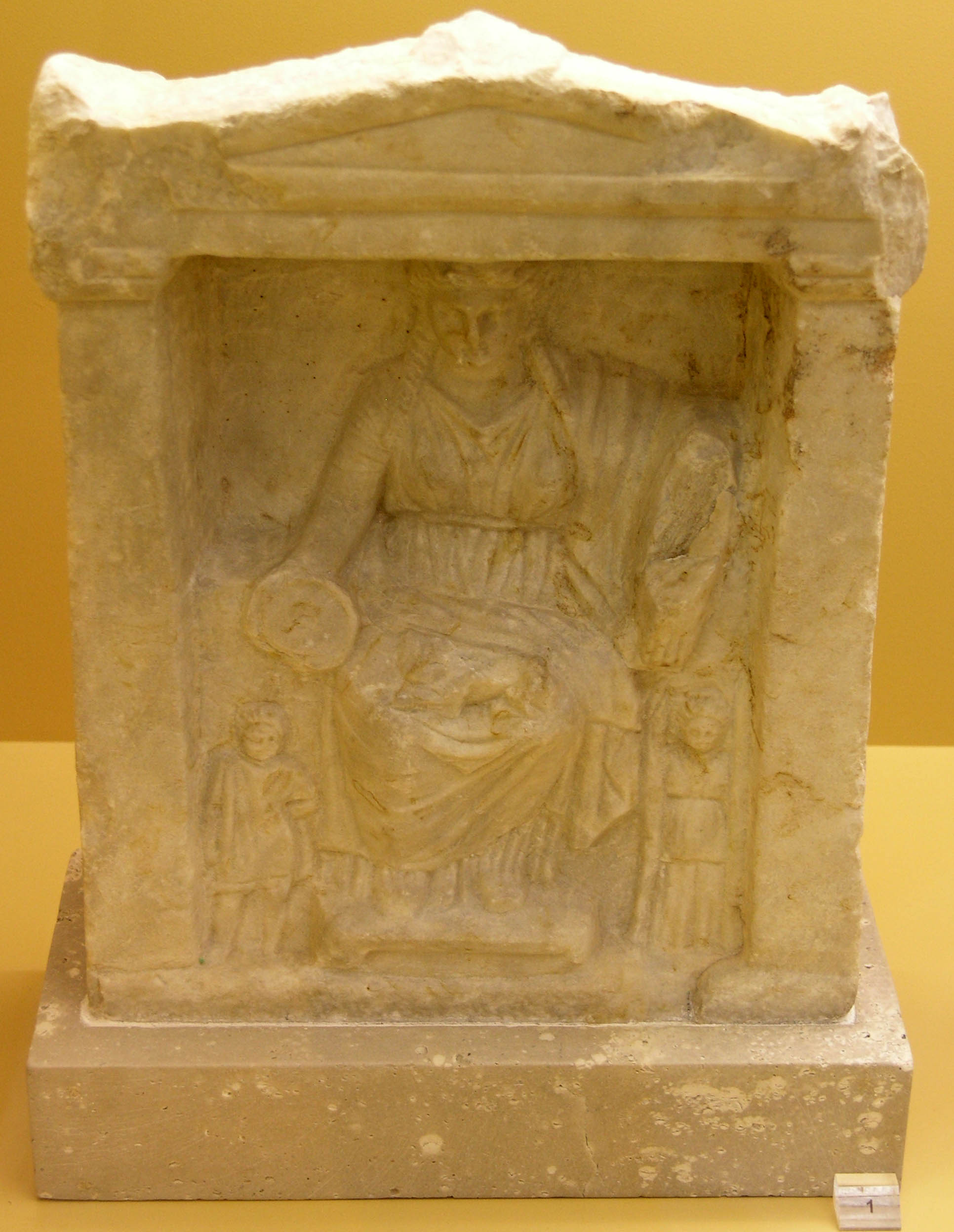
Кибела, IV век до н. э. Музей афинской агоры

Галаксии, галаксия (греч. Γαλάξια) — древнегреческий праздник, посвящённый Великой Матери богов — Кибеле. Её почитание было заимствовано древними греками из восточной мифологии. Функционально она близка греческой богине Рее — матери олимпийских богов. Во время проведения праздника готовилась ячменная каша на молоке (галаксия), от которой и происходит название торжеств. Исследователи предполагают, что торжества посвящённые Кибеле происходили в девятый месяц аттического календаря — элафеболион.

## История

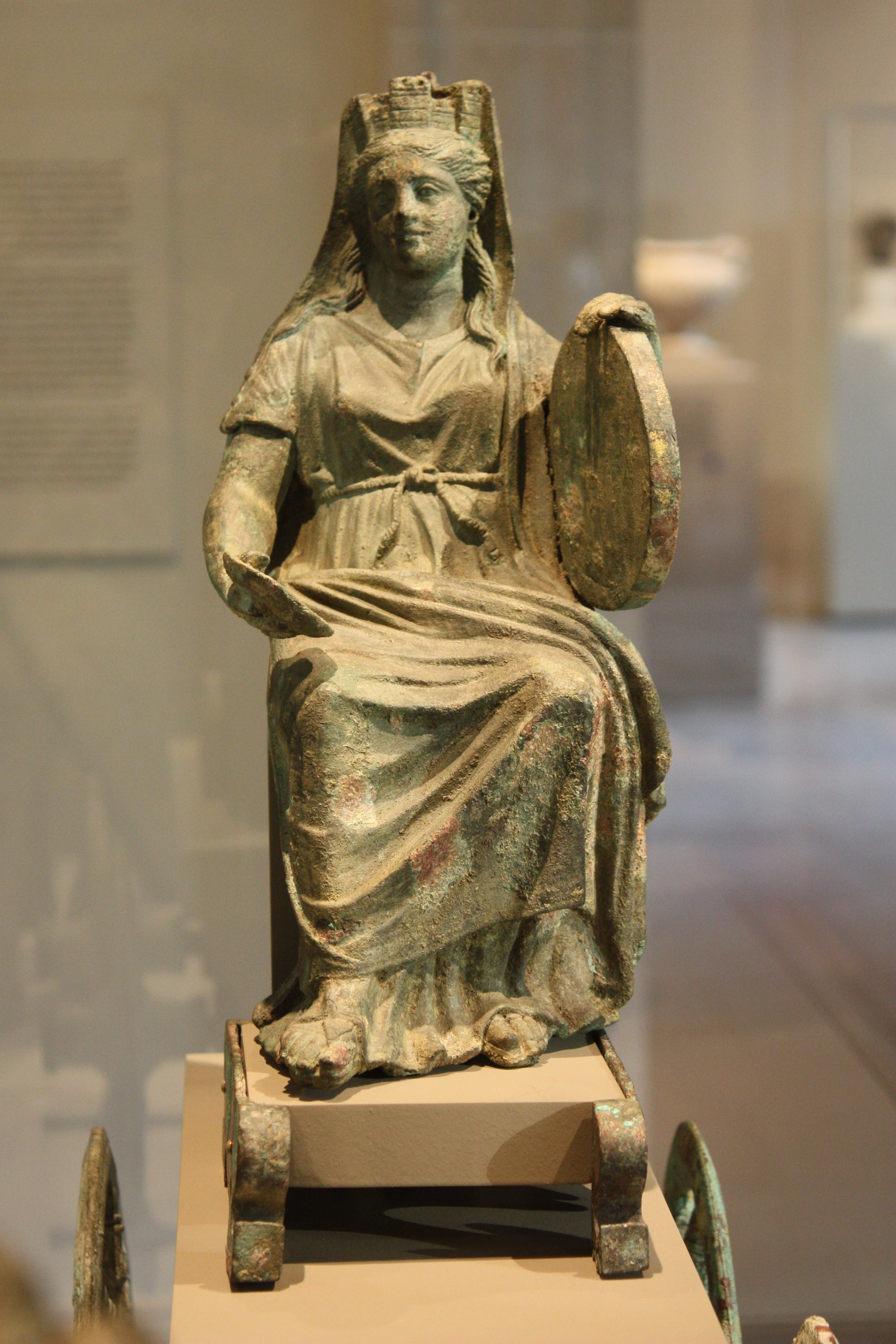
Бронзовая статуэтка Кибелы, II в. н. э.

Почитание богини Кибелы (др.-греч. Κυβέλη) было заимствовано древними греками из восточной мифологии; считается, что её культ имеет восточные (фригийские) корни. Функционально она была близка греческой богине Рее — матери олимпийских богов. Они были настолько близки в греческой мифологии и культуре, что иногда фактически отождествлялись. Первоначально Кибела была олицетворением матери-природы, особо почитавшейся в большей части областей Малой Азии и через посредство греческих колоний её культ рано проник и в Грецию, где она была отождествлена с Реей, и обыкновенно называлась «великая матерь богов», «Великая Матерь», «Матерь богов». Исследователи предполагают, что торжества посвящённые Кибеле происходили в девятый месяц аттического календаря — элафеболион (др.-греч. Ἐλαφηβολιών, «месяц праздника Охоты, названного в честь Артемиды)». Предполагается, что священнодействие в честь богини сопровождалось процессией, в ходе которой в горшке несли приготовленную кашу — галаксию, от которой и произошло название праздника. Как предполагают исследователи, почитание Кибелы в Греции и само название афинского праздника, вероятно основывается на аграрном культе Матери Кормилицы («Питающей молоком»). В поэме «Фасты» римский поэт Овидий, приводит описание праздников и священных дней Древнего Рима. В том числе он упоминает о том, что богиня Кибела предпочитает древнюю еду, представляющую собой смесь из молока с сыром и зеленью:
«Ну, а пристойно ли нам,— я спросил,— деревенскую тюрю

Ставить на стол госпожи? Ты не откроешь ли мне?» 

«Цельным всегда молоком в старину кормились и тою 

Зеленью, что на земле без обработки росла. 

Вот и смешайте вы зелени тёртой да белого сыра: 

Древней богине мила древняя эта еда».
Обряды связанные с приготовлением «священной каши» имели место в Аттике с древних времён. Наиболее известные ритуальные действия с её приготовлением и процессией происходили три раза в год: весной, летом и осенью (см. панспермия). Информация об обряде приготовления галаксии носит отрывочный характер и по поводу происхождения праздника, посвящённого Матери Богов, высказывались различные точки зрения. Так, некоторые исследователи предполагают, что на греческую землю праздник попал из Малой Азии, где культ Кибелы был особенно распространён. По другим предположениям (Борис Богаевский, Людвиг Дейбнер), эти торжества возникли в Аттике независимо от внешних влияний, на базе местных верований и имеют древнее происхождение. Богаевский усматривал местный для Афин характер обряда в компонентах, из которых варилась галаксия. Так, для произрастания на известковых почвах Аттики очень подходил ячмень, в то время как в Малой Азии получила распространение пшеница. Использование молока при приготовлении каши русский историк объясняет подражательностью и ритаулам имитативной магии: «Афинский земледелец знал, что лучше всего было сеять в самом начале посевного времени, чтобы зерно сейчас же было хорошо смочено осенним дождём. Наоборот наименее удачным посевом считался тот, который совершался в почве, наполовину промоченной дождём и солнцем». Согласно письменным источникам известно, что эфебы приносили в соответствующий праздник жертву Кибеле и предзназначали ей в дар дорогую чашу.
В IV веке до н. э. пританы афинского государственного совета (Буле) с целью отправления государственного культа должны были приносить Кибеле жертву. Древнегреческий философ Теофраст в своём известном сочинении «Этические характеры» (др.-греч. Ἠθικοὶ χαρακτῆρες) описывая тщеславного человека приводит следующую историю связанную с этим культом:
Когда ему случится исполнять должность притана, он обязательно потребует от коллегии пританов, чтобы ему дали объявить народу исход жертвоприношения, и тогда, облачившись в пышное одеяние, с венком на голове, выступает с такими словами: О мужи афиняне! Мы, пританы, принесли жертвы Матери богов и справили Галаксии. Жертвы благоприятны. И вы принимайте её дары!. После этого он возвращается домой и рассказывает жене о своём удивительном успехе .